# Мојсеј Шејнфинкел
Мојсеј Илич Шејнфинкел (рус. Моисей Исаевич Шейнфинкель, 4. септембар 1889-1942) био је руски логичар и математичар, познат је по комбинаторној логици.

## Живот
Шејнфинкел је похађао Новоросијски универзитет у Одеси, проучавао је математику са Самуил Осипович Шатуновскиm (1859–1929), који је радио на геометрији и основама математике. Од 1914. године до 1924. године Шејнфинкел, је био члан групе  Давида Хилберта на Универзитету у Гетингену. Дана 7. децембра 1920. године он је одржао говор у групи где је представио концепт комбинаторне логике. Хајнрих Бехман, члан Хилберт групе, касније је ревидирао текст и објавио га 1924. Године 1929, Шејнфинкел је имао још један лист који је објавио, о посебним случајевима  проблема одлучивања   који је припремио Пол Бернајс. Након што је напустио Гетинген , Шејнфинкел се вратио у Москву. Од 1927. је пријављено да је ментално болестан и да је u санаторијуму. Остатак свог живота је провео у сиромаштву, a преминуо је у Москви  1942. Његове радове су спалиле његове комшије ради  грејања..

## Рад
Шејнфинкел је развијо формални систем који избегава употребу повезаних варијабли. Његов систем је у суштини еквивалент  комбинаторној  логици заснованој на комбинацији Б, Ц, И, К, С.
Шејнфинкел је био у стању да покаже да се систем може свести само на К и С  и представио је доказ да верзија овог система има исту моћ као предикатска логика. Његов рад је такође показаo да се функције са два или више аргумента могу заменити са функцијама једног аргумента. Овај механизам замене олакшава рад у комбинаторној логици и ламбда рачуна и  тај механизам  касније се назива curring, по Хаскелу Карију. Док Кари приписује овај концепт Сонфинкелу, он је већ био у употреби од стране Фрегела.

## Публикације
- Moses Schönfinkel (1924). „Über die Bausteine der mathematischen Logik”. Mathematische Annalen (на језику: German). 92: 305—316.
- Paul Bernays; Moses Schönfinkel (1929). „Zum Entscheidungsproblem der mathematischen Logik” (PDF). Mathematische Annalen (на језику: German). 99: 342—372. doi:10.1007/bf01459101.